# SDSS J1106+1939
Coordenadas:  11h 06m 44.9s, −19° 39′ 30.0″
SDSS J1106+1939 es un cuásar bastante notable por su energético flujo de materia hacia el exterior. Es uno de los cuásares con la expulsión de materia de mayor energía conocido, ganando 400 masas solares al año y expulsando esa materia a una velocidad de 8000 km/s con una luminosidad de 1046 ergios (eg), lo que hace que el cuásar sea aproximadamente dos billones de veces más brillante que el Sol, uno de los más luminosos. Se encuentra en la constelación de Leo y tiene una magnitud visual aparente alrededor de 19.